# アルバート・コリンズ
アルバート・コリンズ（Albert Collins、1932年10月1日-1993年11月24日）は、アメリカ合衆国テキサス州出身のブルース・ギタリスト、シンガー。フェンダー・テレキャスターを使用した、鋭角的なギター・プレイで名を馳せた。
2011年、「ローリング・ストーンの選ぶ歴史上最も偉大な100人のギタリスト」において第56位。

## 来歴
テキサス州レオナで生まれ、7歳の頃ヒューストンに引っ越す。いとこの影響でギターを始めた。ライトニン・ホプキンスが母方の親戚ということもあり、ブルースにのめり込んだ。当初はオルガン奏者を目指していたが、車に積んでいたオルガンを盗まれた事により断念。一転してギタリストへの道を目指すようになる。1956年にセッション・ギタリストとして初レコーディングを経験。その後『カンガルー・レーベル』と契約し、1958年にデビュー・シングル「The Freeze」を発表。その後、インストゥルメンタル曲を次々と生み出した。
1969年から1970年にかけて、『インペリアル・レーベル』から3枚のアルバムを発表。やはりインスト中心だが、徐々にヴォーカルにも意欲を見せていく。その後『タンブルウィード』から『There's Gotta Be A Change』 (1971年) を発表するが、以後しばらくライヴ活動が中心となる。ロバート・クレイは、この時期のアルバートの演奏を見て大きな影響を受け、自分のバンドを結成した。
1978年、ブルース・レーベル『アリゲーター・レコード』と契約し、久し振りのスタジオ・アルバム『Ice Pickin'』を発表。同作では8曲中6曲で歌っており、シンガーとしての成長も見せた。その後『Frostbite』 (1980年) 、ライヴ盤『Frozen Alive』 (1981年) を次々と発表し、1982年には初来日公演も行う。このときの様子は、ライブ・アルバム『Live In Japan』 (1984年) としてレコード化された。
ロバート・クレイ、ジョニー・コープランドとの連名で出したセッション・アルバム『Showdown!』 (1985年) も話題となり、グラミー賞最優秀トラディショナル・ブルース・アルバム賞を受賞。また、1985年にはライヴエイドにも出演。1986年のアルバム『Cold Snap』では、少年時代に憧れていたオルガン奏者ジミー・マクグリフとの共演を果たした。1987年には、前衛サックス奏者ジョン・ゾーンのアルバム『Spillane』にゲスト参加。
1988年7月には、ジャパン・ブルース・カーニバルに出演のために再来日を果たした。同カーニバルには1991年にも出演、また翌1992年にはマウント・フジ・ジャズ・フェスティバルへも出演し、来日は計4回を数えた。
1990年代に入ると、ヴァージン・レコード傘下の、ポイントブランク・レコードに移籍。1991年、同レーベルからアルバム『Iceman』をリリースしている。また、ゲイリー・ムーアの『Still Got The Blues』 (1990年)や『After Hours』 (1992年)、ジョン・リー・フッカーの『Mr. Lucky』 (1991年)、B.B.キングの『Blues Summit』(1993年)といったアルバムにゲスト参加した。、ポイントブランク・レコードからは、1993年にも過去のレパートリーを新たに再演した『Collins Mix:The Best of Albert Collins』 (1993年) を発表（ゲイリー・ムーア、B.B.キング、ブランフォード・マルサリスがゲスト参加）。しかし、1993年11月24日、癌のために亡くなる。

## 演奏スタイル
フェンダー・テレキャスターをオープンFマイナーという変則的なチューニングでプレイし、キーの違いにはカポタストで対応していた。ピックは使わず、フィンガー・ピッキングで音を出す。ライヴでは、とても長いシールドを使って、激しく動き回っていた。また、ソロの途中にギターで会話をするようなユーモラスな演奏をはさむこともあり、この時ばかりは客席からも笑いが起きる。
ほとんどのプレイヤーが外してしまうブリッジ・カバーを付けたまま演奏する。
かなりトレブリーで硬質な音色が持ち味である。彼のニックネームである「アイスマン」や「アイスピッキング」といった呼称はこの独特の音色に由来している。
演奏する際にはギターのストラップを右肩に掛けているのが特徴である。生前のあるインタビューでは「シートベルトで体を固定されてるみたいでイヤなんだよね」と語っている。

## ディスコグラフィ
- 1968年 Love Can Be Found Anywhere (even In A guitar) (Imperial LP-12428)
- 1969年 トラッキン・ウィズ・アルバート・コリンズ - Truckin' With Albert Collins (Blue Thumb BTS-8)
- 1969年 Trash Talkin' (Imperial LP-12438)
- 1969年 Alive & Cool (Red Lightnin' 004)
- 1970年 The Complete Albert Collins (Imperial LP-12449)
- 1971年 There's Gotta Be A Change (Tumbleweed 103)
- 1978年 アイス・ピッキン - Ice Pickin' (Alligator 4713)
- 1979年 Albert Collins and Barrelhouse live (Munich 225)
- 1980年 フロストバイト - Frostbite (Alligator 4719)
- 1981年 フローズン・アライヴ - Frozen Alive (Alligator 4725)
- 1983年 ドント・ルーズ・ユア・クール - Don't Lose Your Cool (Alligator 4730)
- 1984年 ライヴ・イン・ジャパン - Live In Japan (Alligator 4733)
- 1985年 ショウダウン! - Showdown! (Alligator 4743) ※ロバート・クレイ、ジョニー・コープランドとの共演盤
- 1986年 コールド・スナップ - Cold Snap (Alligator 4752)
- 1991年 アイスマン - Iceman (Pointblank VPBCD 3)
- 1993年 コリンズ・ミックス〜ザ・ベスト・オブ・アルバート・コリンズ - Collin Mix: The Best of Albert Collins (Pointblank 39097)
- 1995年 ラスト・ライヴ - Live '92/'93 (Pointblank 40658)
- 2000年 Live At The Fillmore West (Catfish 156)
- 2005年 The Iceman At Mount Fuji (Fuel2000 061457)